# Демократ (гора)
Де́мократ (англ. Mount Democrat) — горная вершина в составе хребта Москито, находится на территории округов Лейк и Парк, штат Колорадо, США.

## Описание
Высота вершины составляет 4314,5 метра над уровнем моря при относительной высоте в 228 метров — Демократ занимает 29-е место в штате по высоте. Подъём на гору рекомендуется с начала июня по середину сентября ранним утром, так как после полудня часты сильные ветра. В июле часты молнии, в частности, два скалолаза были ею убиты в 2003 году с разницей в несколько дней.
В связи с компактным расположением и небольшой относительной высотой восхождение на Демократ обычно осуществляется в один день с покорением вершин Линкольн и Бросс.